# Emilio Gutiérrez Caba
Emilio Gutiérrez Caba (Valladolid, 26 settembre 1942) è un attore spagnolo.

## Vita privata
Figlio d'arte, i suoi genitori erano gli attori Irene Caba Alba e Emilio Gutiérrez. Anche le sue sorelle Irene e Julia Gutiérrez Caba si sono dedicate alla recitazione. Era inoltre nipote di Julia Caba Alba ed è prozio di Irene Escolar.

## Filmografia parziale

### Cinema
- Sfida selvaggia (El llanero), regia di Jesús Franco (1963)
- Il misterioso signor Van Eyck (El misterioso señor Van Eyck), regia di Agustín Navarro (1966)
- I morti vivono (La llamada), regia di Javier Setó (1966)
- La caccia (La caza), regia di Carlos Saura (1966)
- Nueve cartas a Berta, regia di Basilio Martín Patino (1966)
- Io non perdono... uccido (Fedra West), regia di Joaquín Luis Romero Marchent (1968)
- Nelle pieghe della carne, regia di Sergio Bergonzelli (1970)
- L'amante adolescente (Una chica y un señor), regia di Pedro Masó (1974)
- La segretaria (Cebo para una adolescente), regia di Francisco Lara Polop (1974)
- Perversità (La petición), regia di Pilar Miró (1976)
- El sacerdote, regia di Eloy de la Iglesia (1978)
- Innamorarsi alla mia età (Me olvidé de vivir), regia di Orlando Jiménez Leal (1980)
- Estigma, regia di José Ramón Larraz (1980)
- L'alveare (La colmena), regia di Mario Camus (1982)
- Las bicicletas son para el verano, regia di Jaime Chávarri (1984)
- Che ho fatto io per meritare questo? (¿Qué he hecho YO para merecer esto!!), regia di Pedro Almodóvar (1984)
- Boca a boca, regia di Manuel Gómez Pereira (1995)
- Piuttosto mi sposo (No se puede tener todo), regia di Jesús Garay (1997)
- Memorias del ángel caído, regia di David Alonso e Fernando Cámara (1997)
- La primera noche de mi vida, regia di Miguel Albaladejo (1998)
- Goya (Goya en Burdeos), regia di Carlos Saura (1999)
- L'arte di morire (El arte de morir), regia di Álvaro Fernández Armero (2000)
- La comunidad - Intrigo all'ultimo piano (La comunidad), regia di Álex de la Iglesia (2000)
- El cielo abierto, regia di Miguel Albaladejo (2001)
- Nessuna notizia da Dio (Sin noticias de Dios), regia di Agustín Díaz Yanes (2001)
- Deseo, regia di Gerardo Vera (2002)
- S Club allo specchio (S Club Seeing Double), regia di Nigel Dick (2003)
- Haz conmigo lo que quieras, regia di Ramón De España (2003)
- La torre de Suso, regia di Tom Fernández (2007)
- Cinco metros cuadrados, regia di Max Lemcke (2011)
- Anacleto - Agente segreto (Anacleto: Agente secreto), regia di Javier Ruiz Caldera (2015)
- Francisco - El Padre Jorge, regia di Beda Docampo Feijóo (2015)
- Palme nella neve (Palmeras en la nieve), regia di Fernando González Molina (2015)
- Neruda, regia di Pablo Larraín (2011)
- L'uomo dai mille volti (El hombre de las mil caras), regia di Alberto Rodríguez (2016)
- Brava, regia di Roser Aguilar (2017)
- L'albero del sangue (El árbol de la sangre), regia di Julio Medem (2018)
- Nonostante tutto (A pesar de todo), regia di Gabriela Tagliavini (2019)
- Way Down - Rapina alla banca di Spagna (Way Down), regia di Jaume Balagueró (2021)
- Fenómenas - Indagini occulte (Fenómenas), regia di Carlos Therón (2023)

### Televisione
- La historia de San Michele - serie TV, 14 episodi (1964)
- Diego de Acevedo - serie TV, 7 episodi (1966)
- La saga de los Rius - serie TV, 6 episodi (1976-1977)
- Novela - serie TV, 46 episodi (1964-1978)
- Estudio 1 - serie TV, 23 episodi (1965-1983)
- Recordar, peligro de muerte - serie TV, 8 episodi (1986)
- Rosa - serie TV, 28 episodi (1995-1996)
- Javier ya no vive solo - serie TV, 25 episodi (2002-2003)
- Al filo de la ley - serie TV, 13 episodi (2005)
- En buena compañía - serie TV, 12 episodi (2006)
- Círculo rojo - serie TV, 12 episodi (2007)
- Amar en tiempos revueltos - serie TV, 20 episodi (2007)
- Gran Reserva - serie TV, 42 episodi (2010-2013)
- Garcia! - serie TV, 6 episodi (2022)

## Riconoscimenti
- Premio Goya
  - 2001 – Miglior attore non protagonista per La comunidad - Intrigo all'ultimo piano
  - 2002 – Miglior attore non protagonista per El cielo abierto
  - 2008 – Candidatura al miglior attore non protagonista per La torre de Suso

- Medallas del Círculo de Escritores Cinematográficos
  - 1967 – Premio Antonio Barbero
  - 2001 – Migliore attore secondario per La comunidad - Intrigo all'ultimo piano
  - 2017 – Premio alla carriera

- Fotogrammi d'argento
  - 1971 – Candidatura al miglior interprete televisivo spagnolo per Estudio 1
  - 2001 – Candidatura al miglior attore teatrale per La mujer de negro
  - 2003 – Candidatura al miglior attore teatrale per El príncipe y la corista
  - 2019 – Premio alla carriera

- Premios de la Unión de Actores y Actrices
  - 1997 – Miglior attore teatrale protagonista per El sí de las niñas
  - 2000 – Miglior attore teatrale protagonista per La mujer de negro
  - 2001 – Miglior interpretazione cinematografica secondaria per La comunidad - Intrigo all'ultimo piano
  - 2011 – Candidatura al miglior attore cinematografico secondario per Vidas pequeñas
  - 2014 – Miglior attore televisivo protagonista per Gran Reserva

- Premi Sant Jordi
  - 2013 – Premio alla carriera

- Festival di Malaga
  - 1999 – Biznaga d'argento per La primera noche de mi vida

- Zapping Awards
  - 2012 – Miglior attore per Gran Reserva